# 알바루 시자 비에이라

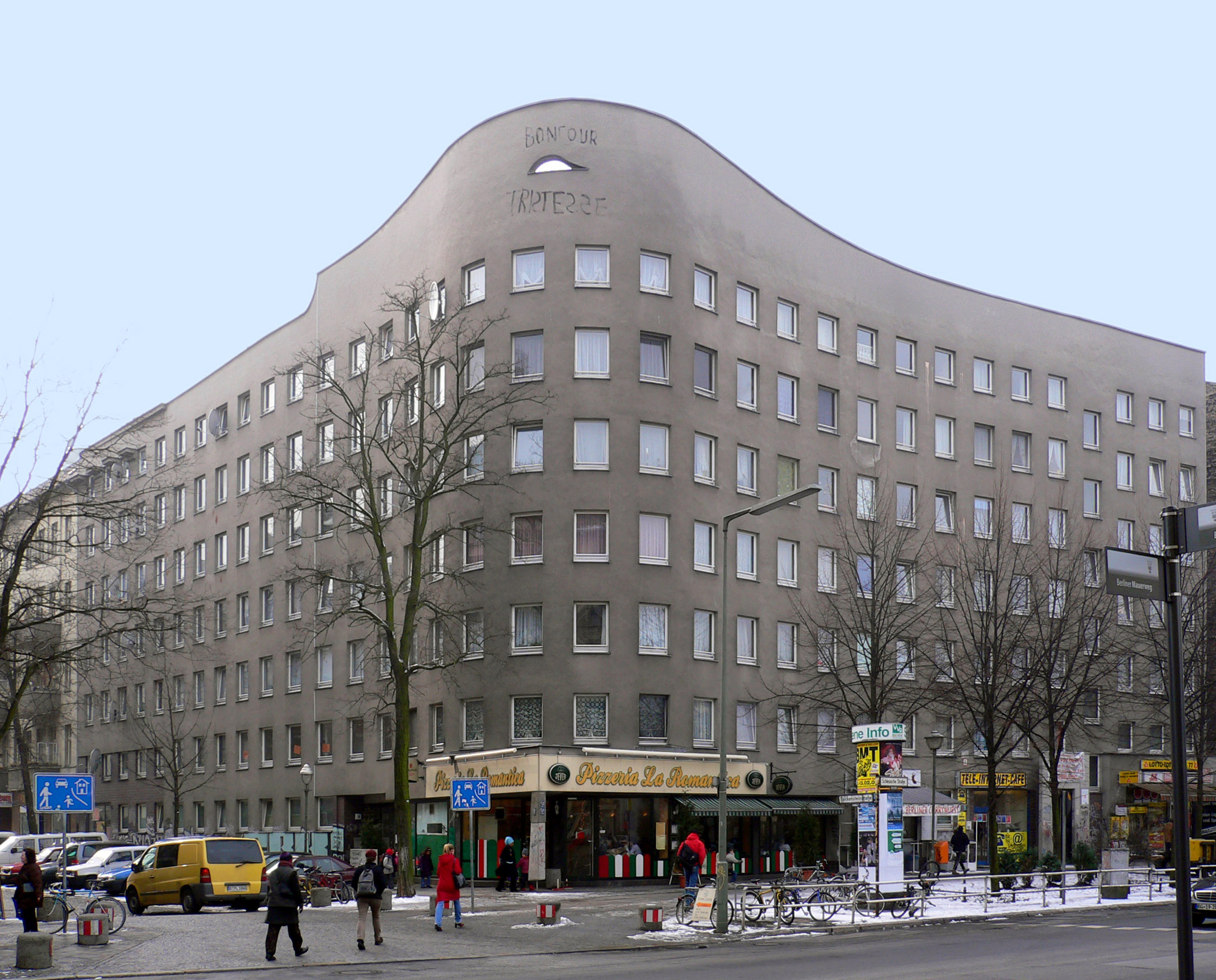
알바루 시자 비에이라가 베를린의 Schlesische Straße에 설계한 건물 "Bonjour Tristesse"

알바루 시자 비에이라(Álvaro Joaquim de Melo Siza Vieira, 1933년 6월 25일 ~)는 포르투갈 현대 건축가로, 포르투 근교의 마토지뉴스(Matosinhos)에서 태어났다. 시자는 자신의 시적인 모더니즘을 통해 보편적 상황의 공간을 만들어 낸다. 1949년부터 1955년까지 시자는 포르투 미술대학(Escola de Belas Artes do Porto)에서 수학했으며, 졸업하기 전인 1954년에 첫 건축물 설계를 맡았다. 1955년부터 1958년까지 페르난두 타보라(Fernando Távora)와 함께 작업했다. 시자는 모교의 건축학부에 출강했으며, 1976년에 조교수가 되었다. 시자는 같은 학교의 교수였던 타보라와 함께 설계 작업을 하면서 건축부지에 무엇이 부족한가에 중점을 두었다. 이 작업들에는 건물과 자연, 새 것과 옛 것, 감각적인 것과 이성적인 것들이 언제나 엄밀하게 연결되어 있었다.
1988년 시자는 알바 알토 메달을 받았고 1992년에는 프리츠커 상을 수상했다. 또한 2001년에는 울프 예술상, 2002년에는 베니스 건축 비엔날레 황금사자상을 수상했다

## 작품

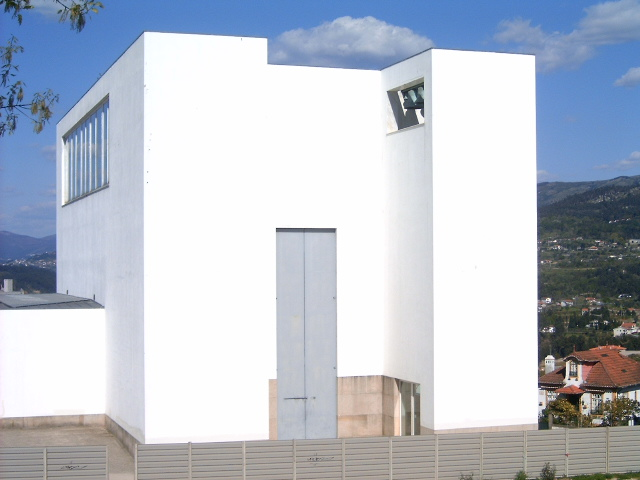
마르코 드 카나베제스(Marco de Canaveses) 교회

- 1958년-1963년: Matosinhos에 있는 Boa Nova 레스토랑 (사진).
- 1958년-1965년: Quinta da Conceição 수영장 (사진).
- 1966년: Leça da Palmeira 수영장 (사진).
- 1981년-1985년: Ovar에 있는 Avelino Duarte의 집.
- 1987년-1993년: 포르투 대학교 건축학부 (Photos 보관됨 2005-03-06 - 웨이백 머신; Photos 2).
- 1988년: 리스본의 Chiado 지역의 화재 이후 재건축 계획.
- 1995년: 아베이로 대학교 도서관.
- 1997년: Serralves 현대 미술관 (Photos).
- 1998년: 포르투의 건축사 사무소(Photos).
- 2002년: 아르헨티나 로사리오의 남부 자치구청 (시자의 남아메리카 첫 설계)
- 2005년: 서펜타인 갤러리 파빌리온 2005 (사진).
- 2005년: 안양예술공원 알바루 시자 홀 (사진).
- 2009년: 파주 미메시스 아트 뮤지엄 (사진)